# (3184) Raab
(3184) Raab es un asteroide perteneciente al cinturón de asteroides descubierto por Ernest Leonard Johnson el 22 de agosto de 1949 desde el Observatorio Union de Johannesburgo, República Sudafricana.

## Designación y nombre
Raab recibió inicialmente la designación de 1949 QC.
Más adelante, en 1996, a propuesta de Brian Marsden y Gareth Williams, fue nombrado en honor del astrónomo aficionado austríaco Herbert Raab.

## Características orbitales
Raab está situado a una distancia media del Sol de 2,666 ua, pudiendo acercarse hasta 1,961 ua y alejarse hasta 3,371 ua. Tiene una inclinación orbital de 8,197 grados y una excentricidad de 0,2644. Emplea en completar una órbita alrededor del Sol 1590 días.

## Características físicas
La magnitud absoluta de Raab es 12,2.